# Maurice Hocquette
Maurice Hocquette, né le 20 mars 1902 à Comines et mort le 23 juin 1984 au Bourg-d'Oisans, est un botaniste professeur à l’université de Lille.

## Biographie
En 1925, il obtient une licence de Sciences naturelles et en 1927 le diplôme de Pharmacien. En 1928, Il soutient une thèse de sciences naturelles à Lille intitulé Étude de la végétation et de la flore du littoral de la mer du Nord, de Nieuport à Sangatte.
Il commence une carrière universitaire à la Faculté des sciences de Lille : assistant en 1929, chef de travaux en 1931, maître de conférences en 1933 puis professeur de biologie végétale et agricole en 1937, il est nommé en 1943, en remplacement du professeur Albert Maige, à la Chaire de Botanique générale et appliquée.
En 1927, il se marie avec Hélène Maige-Hocquette, la fille du professeur Maige, qui deviendra maître-assistante.
Il sera directeur de l’Institut agricole, devenu le Centre de formation supérieure agricole en 1954, jusqu’à sa retraite en 1969. La liste de l’ensemble de ses travaux a été rédigé par Jean-Marie Géhu.
Il est le fondateur de la Société de botanique du Nord de la France en 1947. Il publie également plusieurs livres principalement liés à la botanique.

## Principales publications
- Les Fantaisies botaniques de Goethe, 1946
- Histoire générale des jardins : jardins flamands et lillois, 1951[5]
- Louis-Auguste Descamps 1765-1842 : sa vie son œuvre, 1970,
- L'Abbé Calès, peintre, curé de Tencin, 1972[6]